# Philibert Joseph Roux
Pour les articles homonymes, voir Roux.
Philibert-Joseph Roux, né à Auxerre le 26 avril 1780 et mort à Paris le 23 mars 1854, est un médecin français, chirurgien des hôpitaux, chirurgien en chef de la Charité et de l'Hôtel-Dieu de Paris, membre de l'Académie de médecine et de l'Académie des sciences.

## Biographie

### Études
Son père Jacques, maître en chirurgie et chirurgien de l’Hôtel-Dieu et de l’École militaire d’Auxerre, le fait entrer à l’École militaire, dirigée par des religieux de l’Ordre de Saint-Benoît, avec la perspective d’en faire un ingénieur des ponts et chaussées. 
En raison du caractère insouciant de son jeune fils, le père renonce à ce projet et lui fait suivre son   service chirurgical à l’Hôtel-Dieu. Toutefois, Philibert ne semble montrer aucune aptitude aux diverses opérations de petite chirurgie et ne rêve que de quitter la ville d’Auxerre.
En 1796, son père lui conseille de s'enrôler dans l’armée. Philibert devient officier de santé de troisième classe pour l’armée de Sambre-et-Meuse, en garnison à Andernach, puis à l’hôpital militaire d’Aix-la-Chapelle où il est affecté au service des ambulances. Après le traité de Campo-Formio (17 octobre 1797), son armée est dissoute et il revient dans sa famille.
Son père le pousse alors à poursuivre ses études de médecine à Paris. L’Hôpital d'instruction des armées du Val-de-Grâce venait d’être crée, mais Roux échoue au concours d’entrée. Il fréquente alors les cours de l’École de médecine, puis les cours libres d’anatomie organisés par Bichat, dont il devient l’élève et l’ami. 
En 1799, il s'inscrit aux cours de pathologie externe d’Alexis Boyer puis de clinique d’Antoine Dubois. Pendant quatre ans, avec Mathieu Buisson (1776-1804), le cousin de Bichat, il participe à la rédaction du premier cours de Bichat sur l’anatomie générale, puis, seul, il collabore à la préparation de son ouvrage d’anatomie descriptive.
En 1801, il est reçu à l’École pratique de dissection, avec le premier prix. Après de décès de son maître Bichat, le 22 juillet 1802, il prend la suite de son enseignement en ouvrant un amphithéâtre d’anatomie et de médecine opératoire dans le cloître Saint-Jean de Beauvais ; plus tard, il transfère ses cours à la rue de la Huchette.
En 1802, il tente sans succès le concours de chirurgien de deuxième classe à l’Hôtel-Dieu, en ayant pour concurrent Guillaume Dupuytren.
Le 30 germinal de l’an XI (20 avril 1803), il soutient sa thèse de doctorat et publie la même année le tome V du Traité d’anatomie descriptive de Bichat. 

### Carrière

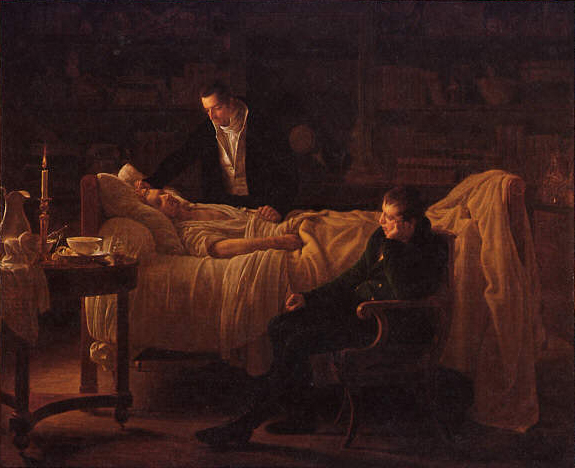
La mort de Xavier Bichat assisté par les docteurs Esparron et Roux (1817), par Louis Hersent (1777-1860).

En 1807, il est nommé chirurgien de seconde classe à l’hôpital Beaujon.
En 1810, il épouse la fille d’un de ses professeurs Alexis Boyer qui le désigne comme chirurgien en second à l’hôpital de la Charité. La collaboration scientifique entre le gendre et le beau-père fut discordante, tant le caractère des deux hommes était différent.
En 1811, la chaire de Raphaël Sabatier, à la suite de son décès, est mise au concours. Roux s’y présente, mais là encore sans succès : le 10 février 1812, Dupuytren est proclamé à l’unanimité professeur de médecine opératoire.
Après la démission de Percy en 1820, il est enfin nommé à la première chaire de pathologie chirurgicale, puis à la deuxième chaire en 1823, et en 1830, à la chaire de clinique chirurgicale de la Pitié (quatrième chaire).
À la mort d'Alexis Boyer en 1833, il passe à la troisième chaire de clinique chirurgicale de la Charité ; à la mort de Dupuytren en 1835, il le remplace à la première chaire de clinique chirurgicale de l’Hôtel-Dieu.
Il subit alors l’opposition systématique des anciens internes du maître disparu et des insinuations mensongères mettant en cause son honorabilité professionnelle. Toutefois, peu à peu, ses qualités chirurgicales lui ramènent l’estime et la faveur du plus grand nombre. Pendant vingt ans, il reste à l’Hôtel-Dieu où sa supériorité est reconnue de tous.
Le 2 janvier 1854, alors qu’il se rendait à l’Académie des sciences, dont il venait d’être nommé président, il est atteint d’une congestion cérébrale qui l'emporte le 23 mars suivant. 
Son successeur à sa chaire de clinique chirurgicale est Stanislas Laugier (1799-1872).

### Famille
En 1810, Philibert Roux épouse Adélaïde Boyer, fille d'Alexis Boyer (1757-1833). De ce mariage nait une fille Claire Roux qui épouse Antoine Constant Danyau (1803-1871), professeur agrégé d'accouchement, membre de l'Académie de médecine.

## Travaux

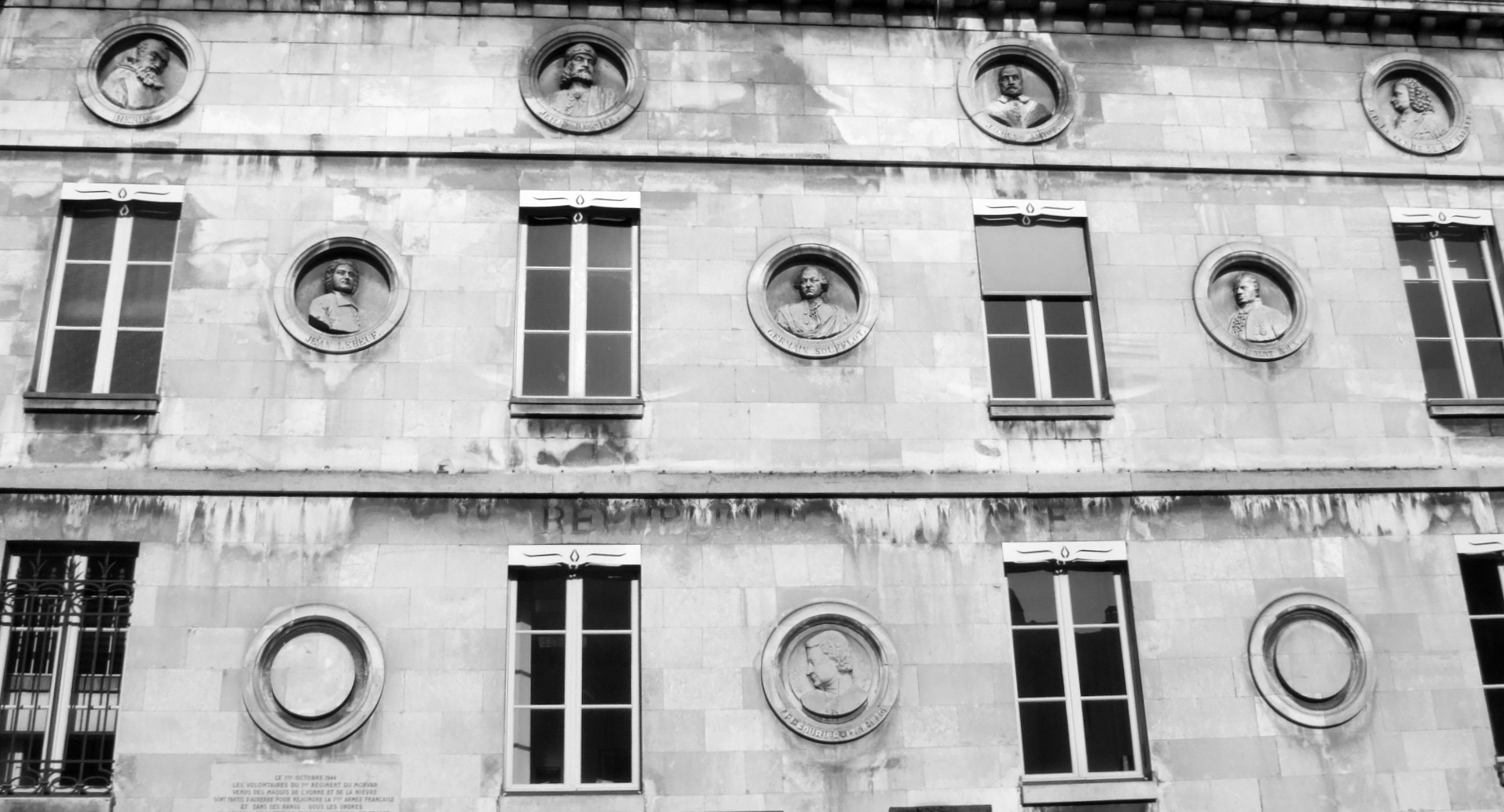
Médaillons de la facade du Musée-Bibliothèque d'Auxerre. Sur la rangée du milieu, de gauche à droite : Jean Lebeuf, Germain Soufflot, Philibert Roux.

Sur le plan chirurgical, il perfectionne l’intervention destinée à traiter la cataracte et, dans une communication à l’Académie des sciences, en 1817, il proclame avoir opéré plus de 700 patients avec un taux de succès de soixante dix pour cent. 
En septembre 1819, il se rend célèbre pour la première cure opératoire d’une fente palatine. Ce succès lui vaut de nombreuses inimitiés, dont celle d'Anthelme Richerand, qui l’attaque avec beaucoup d’injustice. C’est dans les suites de cette intervention qu’il publie un mémoire sur La staphylorraphie ou suture du voile du palais, en 1825. Il préconise également le traitement des anévrismes artériels par des ligatures à distance.
Il réalise un certain nombre d'innovations ou perfectionnements importants dans des domaines tels que les résections articulaires et les autoplasties (autogreffes cutanées).
Selon Paul Busquet (1866-1930), bibliothécaire de l’Académie de médecine : « Parmi les grands chirurgiens qui ont marqué le début du XIXe siècle, Boyer, Dupuytren, Roux, ce dernier fut comme opérateur, le plus ingénieux, le plus habile et aussi le plus entreprenant ; son nom est étroitement lié à l’histoire de la médecine, qu’il a hautement illustré ».

## Publications

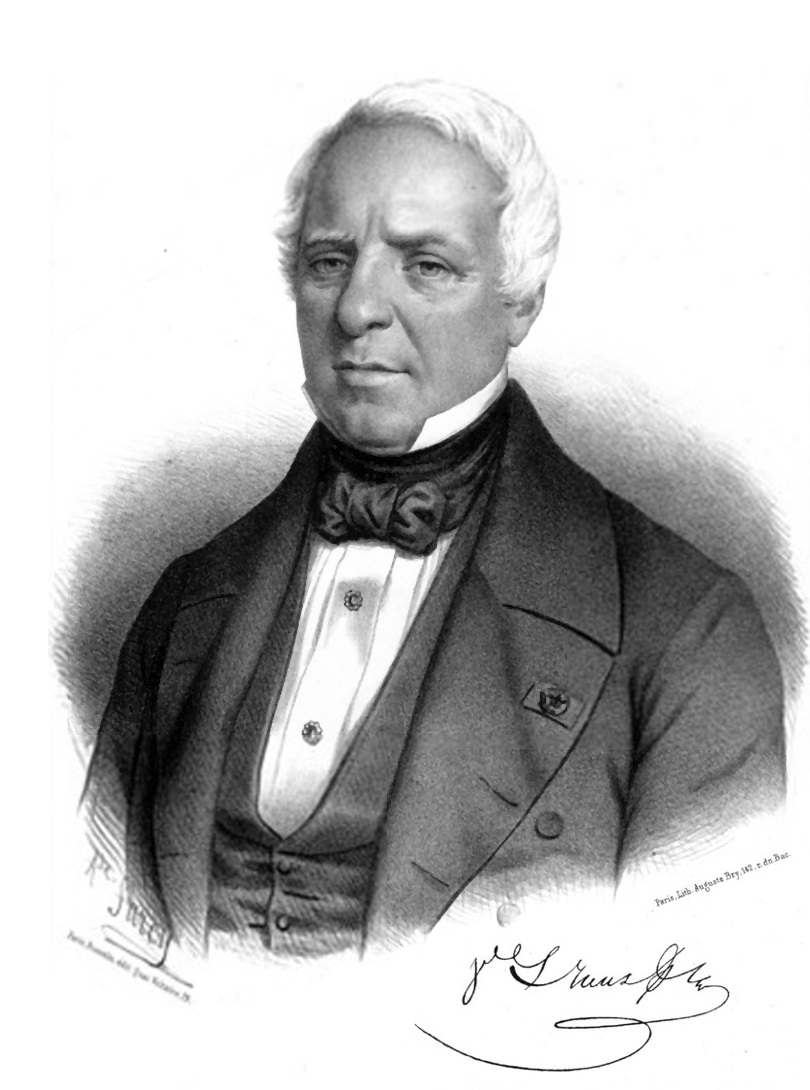
Philibert Joseph Roux.Lithographie d'Auguste Bry, d'après le dessin d'A.Sarcy

- Essais sur les sécrétions, ou coup-d’œil physiologique sur les secrétions, Thèse de médecine de Paris n° 243, 1803, Texte intégral.
- Mélanges de chirurgie et de physiologie, Paris, 1809.
- De la résection des os malades, soit dans les articulations, soit hors des articulations, Thèse de concours, 27 janvier 1812.
- Traité de médecine opératoire, 1813.
- Nouveaux éléments de médecine opératoire, Paris : Méquignon-Marvis, 2 vol. in-8°. L'ouvrage fut très remarqué, mais il n’eut pas le courage d’achever la rédaction des deux volumes qui devaient suivre.
- Relation d’un voyage fait à Londres en 1814, ou Parallèle de la chirurgie anglaise avec la chirurgie française, précédé de considérations sur les hôpitaux de Londres, faits et remarques pour servir à l'histoire de l'anévrysme artério-veineux, Paris : impr. de L. Martinet, 1815, lire en ligne sur Gallica.
- Notice des principaux travaux de M. Roux, [Paris, H. Tilliard], 1834, Texte intégral.
- Discours prononcé par M. Roux à la cérémonie de la translation des restes mortels de Bichat, Paris, Impr. de Bourgogne et Martinet, 1845, Texte intégral.
- Quarante années de pratique chirurgicale, Paris, Masson, 1854, en deux volumes. Ouvrage à demi-posthume inachevé, prévu en six volumes. Les deux premiers volumes ont été publiés par Paul Broca, à partir des manuscrits[1].

Il publie des mémoires dans le Bulletin de l'Académie de médecine, des articles pour le Dictionnaire de médecine, au Journal de médecine et au Nouveau journal de médecine. Il est aussi éditeur du tome 3 des Œuvres chirurgicales de Desault (1738-1795).
En collaboration
- avec Matthieu Buisson, Traité d'anatomie descriptive par Xav. Bichat,  Nouvelle édition, Éditeurs : Brosson (Paris), Gabon (Paris), 1812:

1. Tome premier, lire en ligne sur Gallica
2. Tome second, lire en ligne sur Gallica
3. Tome troisième, lire en ligne sur Gallica
4. Tome quatrième, lire en ligne sur Gallica
5. Tome cinquième, lire en ligne sur Gallica

- avec Matthieu Buisson, Traité d'anatomie descriptive par Xavier Bichat,  Nouvelle édition revue et corrigée, Éditeurs : Gabon (Paris), J.-S. Chaudé (Paris), 1829:

1. Tome premier, lire en ligne sur Gallica
2. Tome deuxième, lire en ligne sur Gallica
3. Tome troisième, lire en ligne sur Gallica
4. Tome quatrième, lire en ligne sur Gallica
5. Tome cinquième, lire en ligne sur Gallica

## Distinctions et honneurs
- Chevalier de la Légion d’honneur en 1825, officier en 1831 ;
- lors de la création de l’Académie de médecine, il est choisi comme membre dans la section de chirurgie en 1820 ; secrétaire de 1821 à 1821  ; président pour 1841[1] ;
- membre de l’Académie des sciences en 1834 en remplacement de Boyer ; président pour 1854[1].